# Gary Conway (acteur)
Gary Conway est un acteur et scénariste américain, né Gareth Monello Carmody le 4 février 1936 à Boston, Massachusetts.
Il fut marié plusieurs années à Miss America 1957, Marian McKnight. Le couple a eu deux enfants. Ils ont travaillé ensemble dans la production de film et l'écriture et possèdent une exploitation viticole, Carmody McKnight.

## Filmographie partielle
- 1957 : The Saga of the Viking Women and Their Voyage to the Waters of the Great Sea Serpent de Roger Corman
- 1957 : I Was a Teenage Frankenstein de Herbert L. Strock
- 1958 : How to Make a Monster
- 1963 - 1965 : L'Homme à la Rolls, avec Gene Barry
- 1968 - 1970 : Au pays des géants de Irwin Allen
- 1972 : The Judge and Jake Wyler (en)
- 1972 : Gunn la gâchette (Black Gunn ) de Robert Hartford-Davis
- 1973 : Columbo : Quand le vin est tiré (Any Old Port in a Storm) (série TV) : (Enrico Carsini)
- 1975 : Une fois ne suffit pas
- 1977 : Le Fermier : Kyle Martin
- 2000 :  Woman's Story (acteur, scénariste et réalisateur)

## Source
- (en) Cet article est partiellement ou en totalité issu de l’article de Wikipédia en anglais intitulé « Gary Conway » (voir la liste des auteurs).